# Medios de comunicación de la Ciudad de Córdoba (Argentina)
La ciudad de Córdoba cuenta con medios de comunicación radiales, televisivos, escritos y digitales, de los cuales la televisión es utilizada en un alto porcentaje de cordobeses como fuente primaria de información.

## Diarios

### Historia del periodismo gráfico en Córdoba

#### Los orígenes del periodismo de información
Entre fines del siglo XIX y comienzos del siglo XX, el campo del periodismo gráfico en Córdoba evidencia un importante proceso de transformación que significó el paso de una prensa de opinión, regida por una lógica político partidaria, a una prensa de información ligada a lógicas de mercado y al fenómeno de la comunicación masiva. Así, la modificación de antiguos formatos y la paulatina incorporación de innovaciones tecnológicas, posibilitaron el desarrollo de un nuevo periodismo, popular e informativo.
Entre los periódicos cordobeses que tenían una circulación masiva a comienzos del siglo XX, pueden mencionarse, particularmente, los diarios Los Principios (1894), La Libertad (1980) y La Voz del Interior (1904) como ejemplos de esta reconstrucción del campo periodístico cordobés en función de la renovación que realizaron en la narrativa policial y la instauración de un nuevo paradigma comunicativo.
La apertura a un nuevo y masivo público lector implicó la aparición de nuevos géneros (la crónica policial, el relato costumbrista, la historia de interés humano) y nuevos lenguajes para atender la demanda de nuevas necesidades vinculadas, entre otras cosas, al disfrute y el entretenimiento. En particular, puede considerarse la crónica policial como género paradigmático de este nuevo periodismo de información en tanto cristaliza en ella una nueva concepción del diario y sus lectores, privilegiando nuevas prácticas periodísticas y nuevas maneras de escribir destinadas a un público masivo. La presencia del periodista en el lugar de los hechos o la incorporación al discurso informativo del sensacionalismo o estilo amarillo son ejemplos significativos de esta renovación de la narrativa y del modelo comunicativo vigente en la prensa cordobesa del entre siglo.

#### Los Principios
El diario Los Principios aparece en Córdoba, por primera vez, el 22 de abril de 1894. Durante sus casi 100 años, se mantuvo fiel a las premisas que le dieron origen: “Difundir sanas ideas y principios de orden y a religión católica.”
El diario comenzó a funcionar con las maquinarias de El Porvenir y los periodistas y gráficos de La Sociedad. Ambos, El Provenir y La Sociedad, eran conservadores y católicos, y Los Principios continuó fielmente a esa línea.
Los directivos del medio, a lo largo de sus 88 años de vida, su ubicaban en ese arco católico conservador, y alternaban sus accionar interviniendo tanto en el estado (gobierno, universidad) como así también en las cámaras empresarias y en la bolsa de valores. Entre esos nombres, figuran de manera reiterada los Nores, los Martínez, los Boderau.
El último ejemplar, de solo 10 páginas, se publicó el 24 de junio de 1984. Está archivado en la Hemeroteca del Poder Legislativo de la Provincia de Córdoba.
El escritor y periodista Efraín U. Bischoff, al momento del cierre del diario, escribió el poema “Requiem para un diario cajetilla”, y en sus estrofas hacía alusión a la vinculación del medio con la iglesia católica: “¿Por qué se hizo cenizas el pregón mañanero …? / El diablo habrá metido la cola y las pezuñas/ (…) Le dijeron “Tartufo”, “órgano de sacristía”.
Dice la historiadora Clara Iribarne que la Asociación Católica fue el sostén económico de Los Principios hasta 1916 en que se convirtió en sociedad anónima. En ese momento, ocupó la dirección del diario, hasta su fallecimiento en 1959, Antonio Nores, quien fue rector de la Universidad Nacional de Córdoba  en 1918, y debió renunciar por impulso del movimiento reformista, conocido como Reforma de 1918.
En 1930, el diario festejó el golpe de Estado contra el gobierno constitucional de Hipólito Yrigoyen, señalando que era “el comienzo del fin de la era de incertidumbres y de desorden que está viviendo la república.”
En las tres primeras décadas del siglo XX, Los Principios contribuyó a sostener y, de alguna manera, a estabilizar el rol del clero como actor político en un amplio sector de la sociedad cordobesa de fuerte tradición conservadora, que se veía afectada por las ideas de políticas liberales que a nivel nacional y local eran difundidas, en gran parte, por la prensa local.
Así, mientras Los Principios representaba el pensamiento ultraconservador del arzobispado y del patriciado cordobés, La Voz del Interior, en cambio, sería identificado con la fracción más progresista del radicalismo y considerado un diario liberal y anticlerical. En este sentido, La Voz del Interior introdujo nuevas concepciones relativas a la relación de la Iglesia y el Estado, a la defensa de la educación laica, al divorcio vincular, a la libertad de conciencia, a la libertad de cultos, entre otras, y divulgó temáticas libres de prejuicios en lo cultural, que operaron como aperturas modernizadoras.

### Los diarios que se imprimen hoy en la ciudad
- La Voz del Interior (el de mayor tirada)
- Comercio y Justicia
- Hoy Día Córdoba
- La Nueva Mañana
- Perfil Córdoba

## Medios nativos digitales de Córdoba
En la ciudad de Córdoba   existen  medios que nacieron digitales y que no tienen una versión tradicional de manera impresa o en formato de radio o TV fuera de la web. Se presentan ante sus seguidores como una alternativa de periodismo diferente al de los grandes grupos mediáticos como Cadena 3 Argentina, La Voz del Interior y los canales televisivos cordobeses 12, 10 y 8, ofreciendo temáticas e investigaciones sobre derechos humanos, organizaciones sociales, ambientales y de género que los grandes medios no profundizan, ofrecen otros enfoques o ignoran. Todos se sustentan a través de donaciones individuales o de instituciones que realizan aportes interesados en que se genere información alternativa y crítica.

### Córdoba Times
El sitio www.cordobatimes.com fue fundado el 23 de mayo de 2013 por estudiantes de la Escuela de CS. de la Información de la Universidad Nacional de Córdoba (actualmente Facultad de CS. de la Información). Es una de las primeras plataformas digitales de noticias de Córdoba y Argentina en brindar el servicio de traducción en múltiples idiomas. Es un medio con editorial plural e independiente.

### Enredacción
Es  fundado el 27 de marzo de 2017 por Fabián García y  Juan Carlos Vega. Es un medio de periodismo digital donde publican temas y noticias de Córdoba de lunes a viernes.  Se muestran libres de  compromisos con empresas ni gobiernos promocionando los derechos humanos y la libertad de expresión e información, fortaleciendo el debate de ideas. En su sitio web se puede acceder a su declaración de principios en el que se destaca el decálogo  escrito por Tomás Eloy Martínez y la declaración de principios que se inspiran en el Código de Ética de FOPEA (Foro de Periodismo Argentino).

### Alrevés
Dirigido por Cristian Maldonado, es un medio sin fines de lucro. Se exhibe como una alternativa a las voces tradicionales, con libertad editorial. “Nace con plena conciencia del daño social que supone la existencia de medios masivos antipopulares, que distorsionan la realidad en beneficio de los sectores de poder que los financian.

### La Tinta
Se considera un medio periodístico alternativo e independiente liderado por varias organizaciones y colectivos sociales de Córdoba. En él se busca visibilizar las causas que no tienen lugar en la agenda de los grandes medios cordobeses: Lejos de las propuestas de medios comerciales que toman la información como una mercancía, elegimos organizarnos colectiva, horizontal y autogestivamente; intentando empoderar el trabajo de los comunicadores y comunicadoras populares.

### El Resaltador
Es una productora periodística de Córdoba encargada de cubrir la actividad legislativa a nivel nacional, provincial y local y cómo esta atraviesa diferentes problemáticas sociales y ambientales entre otras. Nace como una propuesta de realizar periodismo en las redes sociales a través de micro informes, hasta que en junio de 2017 crean un portal web. Actualmente poseen además un programa de televisión por canal C de Córdoba. Sus principales objetivos son  fortalecer el vínculo Poder Legislativo-Sociedad dada su importancia en la vida cotidiana de los habitantes de la Provincia de Córdoba. Generar sensibilidad social por aquellas problemáticas que ocurren en nuestra ciudad y provincial

### La Nueva Mañana
Es un  medio de comunicación gráfico  que brinda su oferta periodística desde el 26 de septiembre del 2016, a través de la web  , y en su versión papel, desde 2 de mayo del 2017.

### Sures Noticias
Es un  medio de comunicación digital, especializado en derechos humanos y política, dirigido por el periodista Tri Heredia, brinda su contenido periodístico a través de la web en la siguiente dirección https://suresnoticias.com.ar/

### Minuto Córdoba Noticias
Fundado en 2016, en sus inicios como un proyecto estudiantil creado para las prácticas periodísticas, con el tiempo y debido a la respuesta de la gente, se convirtió en el medio de noticias online de Córdoba, dónde se refleja la actualidad local, nacional y del mundo, siempre con una mirada crítica al mundo político y económico. 

## Canales de televisión de aire
En Córdoba hay tres canales que transmiten por la banda VHF y cuatro en la banda UHF: Canal 35 TV de mi padre, canal religioso, canal 33 Enlace TV, también religioso, 44 Medea TV y canal 20 Solidaria TV, también religioso; los tres primeros componen su programación de productos locales y de Buenos Aires:
| Logo | Canal                   | Programación                      | Eslogan                  | Inicio de transmisiones       | Propietario                                                    | Operado                                                            | Cobertura  | Web            |
| ---- | ----------------------- | --------------------------------- | ------------------------ | ----------------------------- | -------------------------------------------------------------- | ------------------------------------------------------------------ | ---------- | -------------- |
|      | El Doce Primario        | Generalista                       | Conectados, toda la vida | 18 de abril de 1960 (65 años) | Grupo Clarín (85,185%) Francisco Quiñonero (14,815%) (Privado) | Arte Radiotelevisivo Argentino S.A. (a través de Telecor S.A.C.I.) | Provincial | Canal 12       |
|      | Canal 10 Primario       | Generalista                       | La emoción que transmite | 11 de mayo de 1962 (63 años)  | SRT Media (Público)                                            | Universidad Nacional de Córdoba                                    | Provincial | Canal 10       |
|      | Canal U Temático        | Cultura, documentales y educación |                          | 1 de junio de 2011 (14 años)  | SRT Media (Público)                                            | Universidad Nacional de Córdoba                                    | Provincial | Canal U        |
|      | Telefe Córdoba Primario | Generalista                       | Siempre juntos           | 5 de abril de 1971 (54 años)  | Paramount Global (Privado)                                     | Grupo Telefe                                                       | Provincial | Telefe Córdoba |

Desde que en abril de 2011 se implementó el sistema de Televisión Digital Abierta, los mismos también transmiten por dicho sistema, El Doce, Teleocho (hoy Telefe Córdoba) y Canal 10
En Córdoba se recepcionan en total 20 canales con calidad digital por el sistema de Televisión Digital Abierta, 16 de ellos son Buenos Aires. El canal de noticias Cba24N (hoy Canal U) fue producido y emitido enteramente desde Córdoba.
También hace muy poco tiempo en baja potencia emite Latina TV, que emite películas de todos los géneros. Por ahora está emitiendo por 42.1, para un amplio sector de la ciudad de Córdoba

## Canales de televisión de cable
- Canal C (con programas de interés general)
- Showsport (de programación deportiva)
- Canal 6 Cooperativo de Colsecor, que se emite vía satélite para todo el país y Latinoamérica.

## Proveedores de televisión por cable
La Ciudad cuenta con dos proveedores de televisión por cable:
- Flow
- Supercanal
- DirecTV
- INTV
- Claro TV

## Canales de televisión digital abierta
- Canal U: Canal 30.2 formato HD.
- Telefe Córdoba: Canal 29.1 formato HD.
- Canal 10: Canal 30.1 formato HD.
- El Doce: Canal 27.1 formato HD.
- Telefusion Córdoba: Canal 15.2 formato HD.
- Latina TV Córdoba: Canal 42.1 formato HD.
- Villa Allende Televisión 20.1 Formato HD

## Emisoras de radio AM
En el espectro de MF se ubican las siguientes estaciones de AM:
- 580 LW1 Radio Universidad[14] (SRT)
- 700 LV3 Radio Córdoba[15] (Radiodifusora del Centro S.A.)
- 750 LRA7 Radio Nacional Córdoba[16] (Radio y Televisión Argentina S.A.)
- 810 Radio Mitre Córdoba[17] (Radio Mitre S.A.)
- 970 LV2 Próximamente al aire nuevamente
- 1490 AM Vida

## Emisoras de radio FM
- 88.5 - Megared Argentina
- 88.7 - Revés (FCC Facultad de Ciencias en la Comunicación - UNC)
- 88.9 - Pobre Johnny[18] (Grupo Shopping)
- 89.3 - Máxima
- 89.7 - Quality X FM
- 89.9 - Radio Génesis[19]
- 90.1 - Radio Sur[20]
- 90.3 - Sonidera (Gamba Media)
- 90.5 - Quality FM
- 90.7 - Punto a Punto[21]
- 91.1 - Gamma (Chicago Group)[22]
- 91.3 - Cuarteteando Más[23] (Más Radio Córdoba S.A.S)
- 91.5 - Sinfonía de la Inmaculada[24]
- 91.9 - Cadena Heat[25]
- 92.3 - FM la Popu[26] (LV3)
- 92.7 - Libre
- 92.9 - Nuevo Tiempo
- 93.1 - Dale[27]
- 93.3 - CNN Radio Córdoba[28] (Grupo Shopping/Universidad Blas Pascal)
- 93.5 - Radio Rivadavia Córdoba[29]
- 93.7 - Radio Vital (vitalmedios.com)
- 93.9 - Radio CIEC (Colegio de Ingenieros Especialistas de Córdoba)
- 94.3 - LRI 405 UTN[30] (Facultad Regional Córdoba)
- 94.7 - Loca Suelta[31] (Grupo Shopping)
- 95.1 - Vida Córdoba (Núcleo Media)
- 95.5 - Cosquín Rock FM (Cadena 3)
- 95.7 - Impacto Musical
- 95.9 - PlayFM
- 96.1 - Shopping Classics[32] (Grupo Shopping)
- 96.5 - Radio Suquía[33]
- 96.7 - Radio de Folklore[34]
- 96.9 - Dia & Noche Multimedia (Dia & Noche Producciones)
- 97.1 - Red Aleluya Córdoba[35]
- 97.5 - Más Radio (Más Radio Córdoba S.A.S)
- 97.7 - Aspen Córdoba
- 97.9 - Radio Mitre Córdoba[36] (Mitre 810)
- 98.5 - Orfeo FM [37]
- 98.9 - La Red AM 910
- 99.3 - Radio Impacto[38]
- 99.7 - LV2 AM 970 (Núcleo Media)                                                                                                                                                                                                                                                     * 100.1 - Radio Nacional Córdoba (Radio y Televisión Argentina S.A.)
- 100.5 - Cadena 3 Argentina (Radio 3)
- 101.1 - Presencia FM[39]
- 101.3 - Showsport Radio [40]
- 101.5 - Radio María[41]
- 101.7 - REMAR Argentina (Reconocimiento ENACOM)
- 101.9 - Radio Visión[42]
- 102.3 - Más que música (SRT)
- 102.9 - La 100 Córdoba (Radio Mitre S.A.)
- 103.1 - Radio Mansa[43] (Grupo Shopping)
- 103.5 - Radio Continental Córdoba[44]
- 103.9 - Radio Comunitaria "La Ranchada"[45]
- 104.1 - Mía[46]
- 104.5 - FM Providencia[47]
- 104.7 - Radio Sucesos[48]
- 105.3 - Radio Jaja[49]
- 105.5 - Las Rosas (Grupo Marka/Las Rosas)
- 105.9 - Activa[50]
- 106.3 - Gamba[51]
- 106.9 - Modo Radio[52]  (Grupo Marka/Las Rosas)
- 107.3 - Ranquel FM (Grupo Apolo)
- 107.5 - Radio Gen[53]
- 107.7 - Radio Espíritu Santo[54]
- 107.9 - BBN Radio

## Historia
La primera emisión radial fue llevada a cabo el 7 de diciembre de 1922, desde la Casa Pardal (el negocio de Julio Pardal y Nicanor F. Cabanillas) al lado del Obispo Mercadillo, frente a la plaza San Martín.
En 1926 comienza a emitir "Y-4", base de la futura LV2, desde el Cine Real.
El 12 de agosto de 1927 salía al aire LV2 con la denominación de Radio Central, en la frecuencia de 870 kHz (luego utilizada por LR1), convirtiéndose en la primera AM de Córdoba. Tenía sus estudios en la calle San Lorenzo 339, casi Chacabuco, primero en la vereda sur y luego enfrente.
En 1933 Radio Central (ahora LV2) instala en Altamira una antena receptora de emisoras de Buenos Aires realizando transmisiones en cadena.
Las cadenas con emisoras en el interior comenzaron alrededor de 1936 con la cabecera de Radio El Mundo y se llamó Red Azul y Blanca de Emisoras Argentinas. Poco tiempo después se formó la Primera Cadena Argentina de Broadcastings con cabecera en Radio Belgrano. Es hasta ese entonces que Radio El Mundo (Red Azul y Blanca) y Radio Belgrano (Primera Cadena de Broadcastings) eran las emisoras de Buenos Aires con repetidoras en el interior del país.
El 8 de junio de 1942 sale al aire LW1 Radio Splendid de Córdoba, teniendo como cabecera a LR4 Radio Splendid de Buenos Aires, con la que integraría la tercera red, Red Argentina de Emisoras Splendid. La emisora surgía luego (y a causa) de la Ley de Radiodifusión del año 1942, por la cual varias emisoras porteñas silenciaban sus emisiones para trasladarse al interior.
LV2 tomaba la cadena de LR1 Radio El Mundo, por línea telefónica y también por onda corta. Tiempo después pasó a la cadena de Radio Belgrano.
En 1950 caducaron las licencias de permisos precarios a particulares (PPP) pasando las emisoras a ser del Estado Nacional y se agruparon en redes: Belgrano (donde estaba LV2), Splendid (donde estaba LW1) y El Mundo (en Córdoba, antes tomada por LV2).
El 26 de abril de 1958 la emisora LW1 Splendid pasó a manos de la UNC y su nombre cambió a Radio Universidad.
En 18 de abril de 1960 inicia sus actividades Canal 12, luego de casi un año de pruebas técnicas.
El 30 de noviembre de 1961 nacía Radio Municipal, la cual estuvo al aire cinco años hasta que en 1966 el intendente municipal decidió cerrarla por motivos económicos. Fue relanzada nuevamente en 1991, pero por muy poco tiempo.
En 11 de mayo de 1962, LV80 Canal 10 salía al aire.
El 9 de julio de 1970 es inaugurada la primera FM en Córdoba, Radio Nacional Frecuencia Modulada.
El 5 de abril de 1971 comienza sus actividades LV85 Canal 8.
El 1 de junio de 2011 llega la TDA con la puesta en pantalla de Cba24n, fue el primer canal de noticias del interior del país en la Capital. Cesó sus transmisiones hasta el 9 de abril de 2018 reemplazando a Canal U.
El 28 de mayo de 2012, Canal 12 comenzó a emitir toda su programación en HD, luego de estar en pruebas durante varios meses. La misma se realiza únicamente por el cableoperador Cablevisión.
El 26 de diciembre de 2012, Teleocho inicia pruebas para las transmisiones en HD (en el canal 29 de la TDT)
El 12 de agosto de 2014 Teleocho HD se convierte en el primer canal de Córdoba en transmitir su programación en HD por aire, luego de una semana al aire por el cableoperador Cablevisión.
El 13 de septiembre de 2014, Canal 12 empieza a transmitir su señal en HD en modo de pruebas en el canal 40.1 de aire de la TDA.
El 9 de abril de 2018, el canal Cba24n fue reemplazado por Canal U al cumplir los 100 años de la Reforma Universitaria.
El 28 de mayo de 2018, Canal 10 comenzó a transmitir en 16:9, El 1.º de junio del mismo año, Canal 10 empezó a transmitir oficialmente la programación en HD para emitirse la Copa Mundial de la FIFA en Rusia.  Transmite también en Cablevisión y en la TDA (Canales 30.1 y 31.1)

## Historia de la radio

### Primera comunicación radial
La primera comunicación radial, que lejos estaba de ser una emisión captada en forma masiva por el público, se realizó el 6 de junio de 1921 en el Parque Sarmiento.
Por aquel entonces la Sociedad Marconi Wireless Telegraph (en inglés, Marconi Wireless Telegraph Company) con sede en Londres se hallaba interesada en vender al gobierno argentino los implementos necesarios para formar una cadena de comunicaciones inalámbricas.
Con ese motivo, las autoridades nacionales habían "decidido la implementación en varios puntos de la República de estaciones radiotelefónicas y radiotelegráficas, con el propósito de facilitar las comunicaciones oficiales en primer término y atender después las privadas lo que, como es lógico, daría un enorme impulso a todas las actividades de la vida diaria".
Con ese propósito se encomendó a la Dirección Nacional de Ingenieros el desarrollo del plan y esta dispuso que el Capitán Tristán Roldán Clara en unión con el representante de la firma inglesa Ingeniero Welpey y personal a sus órdenes, realizaran diversas experiencias desde el interior del país con instalación en El Palomar, en Buenos Aires, de aparatos receptores de los mensajes.
La comisión cumplió su cometido con éxito en San Nicolás de los Arroyos, pasó luego a Rosario y en los primeros días de junio de 1921 todos se encontraban en Córdoba.
En una investigación a cargo de Efraín U. Bischoff sobre aquellas primeras experiencias en la ciudad de Córdoba, se recuerda que el Capitán Roldán Clara tomó contacto con los mandos castrenses y se resolvió que en el patio del cuartel del Regimiento 4 de Zapadores Montoneros en el Parque Sarmiento, fuera colocada la antena de 9 metros de altura.
Con la ayuda de dos suboficiales, un telegrafista, otro motorista y cuatro soldados, en una sola jornada se dejó todo listo para poner en marcha la estación de 0,5 kW de potencia.
Estaba accionada la dinamo por un motor de explosión de 2,5 HP y tenía en telefonía un alcance garantido de 300 km. y en telegrafía con onda continua de 600 km., por un alternador de autoexcitación, siendo la energía producida por una corriente alterna de 45 V y 7 A de una frecuencia de 190 períodos.
Toda esta experiencia se realizó sin mayor publicidad, indudablemente a espera de los resultados. El día 6 de junio acudieron al mencionado cuartel el comandante accidental de la División, Coronel Ledesma, altos jefes militares y algunos pocos invitados. Alguien explicó que esos aparatos habían servido a los aliados en la Primera Guerra Mundial.
Inmediatamente se procedió a establecer la comunicación con la estación El Palomar que resultó exitosa, aunque hubo algunas interferencias que interceptaban las comunicaciones desde Córdoba en la zona de la Dársena Norte en el puerto de Buenos Aires. 
La prensa de Córdoba informó de la novedad al día siguiente destacando que "sería de desear que se repitieran estas experiencias a fin de dotar al país de un servicio tan importante y que vendría a resolver definitivamente el problema de las comunicaciones rápidas y seguras". Al mismo tiempo el Capitán Roldán informó que las experiencias continuarían dos o tres días tras la cual la comisión partiría a la ciudad de Tucumán.
Un año y medio después, el 7 de diciembre de 1922, se realizaría la primera emisión radial en pleno centro de la ciudad de Córdoba, captada por el público.

### Primera emisión radial
La Voz del Interior hacía publicación de esta nota el 7 de diciembre de 1922; surgía así el primer receptor radial ("radio"), pero sin tener al alcance algún transmisor de ondas (radioemisora), con lo cual se podía recibir una señal de AM, pero no existía transmisor alguno en Córdoba:

"Los señores Pardal y Cabanillas están realizando una instalación en la entrada de su comercio, para que todas aquellas personas que deseen escuchar conciertos que se efectúan en la Capital Federal y Rosario, no tengan la necesidad de trasladarse a esas ciudades, puesto que por medio de un circuito adecuado se obtiene desde una ampolla llamada audión, oscilaciones de alta frecuencia que, moduladas por un dispositivo llamado micrófono, reproducen las palabras o notas musicales sin alterar el sonido."
Eduardo Gesumaría, Apunes de la historia de la radio y televisión de Córdoba, Imprenta Universidad Blas Pascal, 2008, p. 35.

Finalizaba la nota recomendando la utilización de un sistema denominado "antena".
Era un 7 de diciembre, de 1922, frente a la Plaza San Martín y al lado de la Casa del Obispo Mercadillo. Se trataba de la Casa Pardal, que fundara a fines del siglo XIX don Julio Pardal y, que a comienzos del Siglo XX pasó a propiedad de su hijo Julio Pardal, que se asoció con Nicanor P. Cabanillas alrededor de 1910.
El inmigrante español Tomás Guirao, quien fuera ayudante de física en el Colegio Nacional Monserrat, con la ayuda de su hijo Luis construyó un receptor con todos sus componentes elaborados por ellos mismos, excepto las válvulas, tarea que le demandó cuatro meses, pero no había nadie que transmitiera para receptar la señal.
Entonces en la casa Pardal emitieron un programa musical efectuado con equipos de apenas 1 o 2 W que fue receptado en el hogar de Tomás Guirao ante la algarabía de la familia y en presencia de periodistas de La Voz del Interior.

"En el comedor de la casa, rodeando una mesa donde se ve un aparato que a simple vista no se sabe qué es, notamos la presencia de algunas personas, entre ellas varios ingenieros conocidos nuestros. Todos prestan oídos a algo que solamente perciben. Exclamamos «¡Eureka!» y pedimos la presencia del autor del hecho:

— Tomás Guirao (se presenta), servidor de ustedes. Seguro que vienen por el aparato ¿no?... Pues bien, este aparato funciona perfectamente. El receptor fue construido en todos sus detalles por mi hijo y yo, excepto las válvulas. Trabajamos cuatro largos meses sufriendo toda clase de sensaciones. El aparato no marchaba, porque no había entonces, en esta Capital, quien transmitiera y, lógicamente no podíamos recibir. Hace algunos días cuando ya estábamos por abandonarlo, una tarde sufrimos indescriptible sensación de júbilo: el aparato funcionaba a las mil maravillas, ante la estupefacción de los restantes miembros de la familia que ya había perdido las esperanzas y la fe en nuestra idea.
Fue entonces cuando receptamos una audición musical que transmitía la casa Pardal y una de las casas musicales de Córdoba (se refiere a Lutz Ferrando).

De tal manera, dentro de poco tiempo más, la radiotelefonía será en esta capital una cosa tan vulgar como lo es hoy la luz eléctrica, y ya nos parece ver los techos de los edificios plgados de antenas, con lo que el espacio de la ciudad cambiará profundamente..."
Eduardo Gesumaría, Apunes de la historia de la radio y televisión de Córdoba, Imprenta Universidad Blas Pascal, 2008, p. 36.

### LV2
LV2 fue la AM pionera en Córdoba. El 12 de agosto de 1927 sale al aire bajo la denominación de Radio Central. Tenía sus estudios en la calle San Lorenzo 350, primero en la vereda sur y luego enfrente, en Casa Montenegro, San Lorenzo 339, y al tiempo se trasladó a San Jerónimo 362 mientras que la planta transmisora estaba ubicada en un edificio de madera de la avenida Caraffa, casi esquina Octavio Pinto. Utilizaba la frecuencia de 870 kHz (luego usada por LR1).
Su estudio era en realidad un garaje y en una pequeña mesa se ubicaba el micrófono de locución. Por allí se emitía música a través de una victrola a cuerda. El micrófono tenía forma de cubo de unos 20 centímetros de lado y una bocinita tipo teléfono de mesa muy antiguo.
Recién en 1945 los locutores pudieron trabajar sentados. Anteriormente, el locutor leía los textos publicitarios fijados con alfileres en una madera clavada en la pared, puesto que además de leer las frases debía darle cuerda a la victrola y cambiar la púa a la membrana, todo simultáneamente. La pieza musical se anunciaba leyéndola directamente del disco de 78 rpm. La misma persona hacía de locutor y radio-operador y estaba de pie.
En el año 1935 LV2 cambia el transmisor por uno de industria nacional fabricado por el técnico Guillermo E. Guntsche con una potencia de 4 kW. Cabe destacar que su hija fue la primera mujer radioaficionada del país.
La planta transmisora se instaló en la localidad de Ferreyra, en tanto los estudios fueron trasladados a la calle San Jerónimo y ubicados en la parte alta de uno de los edificios más elevados de la ciudad.
En 1955, con un nuevo equipo, LV2 cambió la frecuencia de 960 kHz a 1230 kHz, frecuencia que actualmente utiliza LT2 Radio 2 de Rosario. Los horarios de transmisión eran muy limitados: comenzaba a las 10 y finalizaba a las 13:30 horas. Nuevamente LV2 salía al aire a las 17 hasta las 22, prolongándose una hora más, tiempo después. Fue en ese mismo año que a causa de la Revolución Libertadora la emisora cambió de nombre por La Voz de la Libertad.
En 1973 pasó a llamarse La Voz del Pueblo; ya privatizada en 1982, Radio General Paz; actualmente AM 970.
Se construyeron nuevos estudios y planta de FM en la calle 25 de Mayo 425 y se modificaron aspectos técnicos de la planta de AM en Ferreyra. Se instaló un transmisor de FM Phillips inglés de 27 kW para FM, el más potente del país, con una antena de alta ganancia y mástil de 120 metros que se terminó de construir en 1986.
Bajo la dirección de Orestes Gaido LV2 se traslada a la calle 27 de Abril 979 para volver otra vez a la calle 25 de Mayo con la dirección del Dr. Viramonte, quien a su vez, vende sus acciones a Eduardo Giaimo pasando entonces a denominarse LV2 AM 970.
A fines del año 2012 pasa a transmitir como LV2 Cooperativa, y ese sería el comienzo de su final de transmisiones tras la quiebra en 2011 de Radiodifusora Mediterránea S.A..

### LV3
LV3 se inauguró el 5 de octubre de 1930 con el nombre de LV3 Radio Buenos Aires-Córdoba, porque el propietario era Conill Paz, hermano del titular de Radio Buenos Aires. La Sociedad se completaba con Alberto Pablo Brouard y su hermano Marcelo.
Un año después y tras una consulta pública se cambió el nombre por LV3 Radio Córdoba de Córdoba.
En su primera etapa LV3 funcionó en avenida Vélez Sarsfield 360, frente al actual Teatro San Martín, transmitiéndose todos los conciertos que allí se realizaban.
En 1934 LV3 se traslada a San Martín 70, bajo la gerencia de Enrique Demaría, para luego pasar a Colón 119, cuarto piso, y posteriormente al ser privatizada a sus instalaciones propias en calle Alvear 139.
En el año 1990 la emisora se privatizó quedando en mano de la empresa Radiodifusora del Centro S.A integrada por Carlos Molina, Gustavo Defilippi, Mario Pereyra y Rony Vargas. Con el correr de los años se obtuvieron frecuencias en todo el país cambiando el nombre por el de Cadena 3 Argentina. En la actualidad se puede escuchar la programación de la radio en la página de internet www.cadena3.com.ar

### Radio Universidad
En el año 1942 varias emisoras de la Capital Federal, debido a la Ley de Radiodifusión, silencian sus emisiones para trasladarse al interior, integrando la red RADES (Red Argentina de Emisoras Spléndid).
Es así que Radio Cultura de Buenos Aires pasó a ser LW1 Radio Spléndid Córdoba el 8 de junio de 1942 y en 1958 cambió su denominación a Radio Universidad. También fue integrante de RADES la actual LT2 Radio General San Martín AM 1230 Radio 2 de Rosario.
Al mismo tiempo se instalaron otras emisoras a partir de 1942 en Rosario, Neuquén, Mendoza, Catamarca, Bahía Blanca, entre otras.

### Radio Nacional, Municipal, Cadena Space FM, Sucesos y Mitre
Llegaría LRA7 Radio Nacional el 26 de octubre de 1957 con estudios en Santa Rosa y avenida General Paz, que al comienzo retransmitía los programas de la cabecera de Buenos Aires. Posteriormente fueron incluyéndose programas locales.
Radio Municipal salió al aire el 30 de noviembre de 1961, Cadena Space FM en 1999, Radio Sucesos en 2001 y en 2006 inicia sus transmisiones Radio Mitre en el 810 del dial con programación cordobesa y conexiones con su cabecera de Buenos Aires.
Numerosas emisoras de frecuencia modulada abarcaron un gran espectro de ofertas en el dial no solo en la ciudad de Córdoba sino en todas las poblaciones del interior.
Tal en síntesis, los comienzos de la radiotelefonía en Córdoba, los esfuerzos iniciales, que significaron un desafío para llevar adelante esta nueva tecnología de comunicación que causó furor en sus etapas iniciales y su máximo esplendor en la década del 40 y 50.

### Las cadenas
Las cadenas con emisoras del interior comenzaron en 1936 con la cabecera de Radio El Mundo y se llamó "Red Azul y Blanca de Emisoras Argentinas".
Muy poco después se formó la "Primera Cadena Argentina de Broadcastings" con cabecera en Radio Belgrano.
Recién en 1942 se constituyú la "Red Argentina de Emisoras Splendid" con cabecera en LR4 Radio Spléndid. LV2 tomaba la cadena de la Red Azul y Blanca y lo hacía por línea telefónica y también por onda corta. Como cortina, hasta que llegaba la cadena, se emitía el vals "Primavera, que hermosa eres" de Paul Lincke.
Tiempo después LV2 pasó a la cadena de Radio Belgrano. Existían programas que llegaban de Buenos Aires, la mayoría en vivo. A las 10 comenzaba una cadena de media hora, luego a las 12 otra cadena, también la novela de la tarde, pasando más tarde al horario de 9 a 22 horas. Este horario se prolongaba los sábados y domingos con radioteatros y transmisiones deportivas.
En 1950 caducaron las licencias de permisos precarios a particulares pasando las emisoras a ser del Estado Nacional y se agruparon en redes: Belgrano, Spléndid y El Mundo. Finalmente en la década del 90 el COMFER (Comité Federal de Radiodifusión) procedió a licitar las emisoras en poder del Estado, tanto de radio como televisión.

## Historia de la televisión

### El Doce
Canal 12 fue el primer canal de televisión de aire en Córdoba. En 1959 Bonaldi armó una cámara de TV con el ingeniero Barbieri debiendo utilizar elementos de un avión bombardeado de la Segunda Guerra Mundial. Fue entonces que con un grupo de empresarios y comerciantes formó la empresa que llevaría adelante el proyecto, entre ellos Aarón Braver, Nores Martínez y Lanfranchi.
Luego de buscar una propiedad adecuada de Cerro de las Rosas (no se lo menciona como barrio, lo es en la actualidad) en la parte alta de la ciudad, Bonaldi instaló sobre dicha casa una antena y posteriormente la flamante empresa comenzó los trámites para lograr la licencia de la señal.
Nacía de tal forma la empresa Telcor S.A. encargada de ser la primera en llevar la señal televisiva al interior del país.
Finalmente la estación LU-1H Canal 13 (así denominada por hacerlo a través de ese canal de la Capital Federal), una vez llegados sus propios equipos, estaba ya en condiciones para que esta señal experimental pudiera hacer sus primeras emisiones con antena y estudios en la calle Fernando Fader al 3400 de Cerro de las Rosas.

#### Los noticieros
"Reporter Esso" fue uno de los primeros programas de Canal 12 y uno de los más exitosos. Condudido por Romeo Macor y Tito Bosch al que seguiría "Noticiero 12" con Carlos Revello, Marcos Marchini, en al área deportiva Víctor Stasyzyn y Gustavo Tobi con el trabajo eficiente de Cine Press de Julio Serbali al comienzo y del compaginador el "Negro" Arnaldo Martínez mientras el chileno Eduardo Vera en el área del archivo acumulaba un material que es parte de la historia de Córdoba preparando además las películas y programas fílmicos que se emitían diariamente.
"Informe Ya" se emitió cuando el "Negro" Martínez era Jefe de Noticias del canal y de allí en adelante con distintos nombres y periodistas como René Baco y Gustavo Tobi se llegó a la actualidad con Jorge Cuadrado y Lalo Freyre que emigraron de Canal 10 donde cumplían idéntica función sumándose Fabrana del Pra y un elenco de jóvenes periodistas.

#### Avances técnicos
En 1965 Canal 12 adquiere el primer transmisor y sistema antena mástil profesional. El transmisor era un Phillips, potencia en video de 5 kW, en sonido 1 kW antena Rodhe Shoar de alta ganancia, 10 dB, 64 radiantes instalados sobre mástil de 150 metros en la calle Fader del Cerro de las Rosas.
El 20 de julio de 1969 el ingeniero Marcelino A. Amaya y colaboradores técnicos del canal, logran captar la señal del Canal 3 de Rosario, en el cerro Mogote para retransmitir en directo a Córdoba la llegada del hombre a la Luna, puesto que por entonces no existía la posibilidad técnica de recibir señales en directo desde Buenos Aires ni tampoco vía satélite.

#### Las Repetidoras en el interior, Festival de Cosquín y televisión a color
El martes 18 de abril de 1967 se inaugura la primera repetidora en el Cerro Loma de la Rosilla (Los Cocos), para dar servicio de TV al Valle de Punilla hasta Cruz del Eje.
En 1970 se inaugurann las repetidoras de Achala y Deán Funes y en enero de ese año se realiza la primera transmisión de exteriores en directo desde Río Ceballos con el espectáculo "Festirama" con equipos íntegramente construidos por técnicos de Canal 12, y al año siguiente, 1971, se transmite por primera vez el "Festival de Cosquín" que anteriormente se grababa y se emitía en diferido en el programa "Casino Phillips".
El 9 de julio de 1971 ENTEL construye una cadena de repetidoras de microondas entre Cañada de Gómez en Santa Fe y Córdoba, que prolonga el cable coaxil que hasta entonces llegaba solo a esa localidad. Ese día Canal 12 emite por primera vez una señal direacta con Buenos Aires transmitiendo el desfile militar, estando la parte técnica también a cargo del ingeniero Amaya.
En abril de 1971 se inaugura la repetidora de Catamarca en Sierra de Ancasti (Cuesta del Portezuelo) y un año más tarde la repetidora de Minas Capillitas en los nevados del Aconquija a casi 4000 metros de altura sobre el nivel del mar resultando la más alta del país.
Recién en el año 1980 viene el gran cambio que fue la transformación de todo el equipamiento al color. Esta serie de repetidoras permitió que la señal fuera vista por 7 provincias argentinas.

#### Recepción de señales de TV Satelital (TVRO)
En 1986 el ingeniero Pedro Chialvo conjuntamente con el ingeniero Marcelino Amaya diseñan en Córdoba la primera antena parabólica de 6 metros de diámetro, cuya parte mecánica se construye en los talleres Piumetto.
El éxito de este diseño se demuestra por primera vez en la primera muestra de la FICO en julio de 1986, donde el público puede apreciar los 6 canales del satélite Brasil-SAT, la única señal argentina ATC en el satélite INTELSAT-IV, además del Morelos de México, Colombia, el satélite Gorizont de Rusia y otros.
Es interesante destacar que para esa época las antenas parabólicas estaban prohibidas por la Ley de Telecomunicaciones del Gobierno de Onganía, pero se pudo mostrar en Córdoba por tratarse de una Feria Internacional.
Posteriormente por un decreto del gobierno del Dr. Alfonsín se permitió la fabricación con fines investigativos.

### Canal 10
Debido a la Ley de Radiodifusión el Consejo superior de la Universidad Nacional de Córdoba autorizó en agosto de 1960 la inversión para instalar una estación televisiva.
Siete meses más tarde inicia sus emisiones LV80 Canal 10 que pasará a integrar los SRT (Servicios de Radio y Televisión).
Félix Garzón Maceda concreta el proyecto de integrar un canal de televisión a Radio Universidad siendo uno de los iniciadores de la futura programación el periodista Marcelo Lezama, quien formó un equipo de productores junto a Caballero Bonorino agregándose luego el cineasta Guillermo López, Miguel de Lorenzi, camarógrafos, técnicos, escenógrafos y periodistas.
Los primeros estudios se armaron donde funcionaba LW1 en el primer piso del Pasaje Muñoz, Rivera Indarte 165, estando la antena ubicada sobre la Caja de Jubilaciones.
Luego los SRT pasarían a las grandes instalaciones de Marqués de Sobremonte con todas las comodidades para las tareas radiales y televisivas.
El 5 de mayo se comenzó a emitir la señal con una programación especial musical en vivo tras las palabras iniciales del rector Orgaz.

### Telefe Córdoba
El canal de las pelotas, o más conocido como "El Canal Joven", nace en 1963, y es de los tres el que más adversidades debe enfrentar. Con el objeto de presentarse a la licitación de un nuevo canal de televisión en Córdoba, se formó la empresa DICOR Difusión Córdoba S.A. la que estaba integrada por el arquitecto Dante Julio Yadarola, ingeniero Gustavo Gómez Molina, doctor Rodolfo Laje Weskamp, ingeniero Juan Carlos Yadarola, Adelina Strada, Fernando Strada, Raúl Rodríguez Álvarez, Víctor Pérez y José M. Bonadeo. El 10 de octubre de 1963 se adjudica la estación LV 85 TV Canal 8, pero las circunstancias políticas de entonces provocan la derogación de la licitación de algunos medios, entre ellos el de DICOR.
El resumen de la historia de este canal, el más joven de Córdoba, es recordado por Carlos Gigena Parker, directivo de programación de esa emisora como también de los otros dos canales cordobeses, quien recuerda los momentos iniciales de la televisión local. Haciendo referencia a Canal 12, en el libro de Gesumaría el mismo Gigena Parker señala: 

"El primer canal privado y por ende la televisión privada de Argentina nació en Córdoba, cuando en el país sólo estaba al aire Canal 7, la emisora estatal".
Eduardo Gesumaría, Apunes de la historia de la radio y televisión de Córdoba, Imprenta Universidad Blas Pascal, 2008

#### Transmisión desde la planta de Canal 12
Por razones nunca bien explicadas, apenas arribado al poder el Gobierno de Arturo Illia su Secretario de Comunicaciones, Antonio Pagés Larraya, dejó sin efecto la asignación de varias licencias, entre ellas la de Dicor S.A., que reaccionó interponiendo varios e infructuosos recursos administrativos y por fin entablando un juicio contra el Estado.
Seis años después la Justicia dictaminó a favor del querellante y la licencia asignada a Dicor S.A. para operar Canal 8 bajo la identificación LV 85 quedó en firme. El 5 de abril de 1971 comenzaron las emisiones comerciales desde las instalaciones ubicadas en un gran predio sito en la avenida Vélez Sársfield al 3300, a mediana distancia del área central de la ciudad.
En aquellos primeros años un beneficioso acuerdo con Canal 12 posibilitó al recién nacido montar su equipo transmisor en una sala construida al lado de la que ocupaba el transmisor del primero, en su solar del Cerro de las Rosas.
Hasta ese lugar llegaba mediante un enlace de microondas la señal con la programación procesada en los estudios de avenida Vélez Sársfield, a su vez transportada por cable coaxil a la parte superior de la torre que soportaba en su cima los paneles irradiantes del 12; inmediatamente abajo fueron adosados los de la nueva teledifusora.
Gracias a la estratégica posición geográfica lograda de ese modo, la mediana potencia del primer equipo transmisor de Canal 8 resultó suficiente para cubrir razonablemente el área primaria de cobertura, limitada por entonces a la zona urbana de la ciudad y sus adyacencias.

#### Índice de audiencia, y la introducción al zapeo a la ciudad
Hay que hacer referencia que hasta el momento que llegará Canal 8 a Córdoba un quince o veinte por ciento mantenía "clavados" sus televisores en el 10 y el resto era adicto al 12.
Para tomar solo un ejemplo, la investigadora de mercado Audits & Surveys Argentina S. A. (IPSA) en su medición de junio de 1968 daba a Canal 10 un promedio general de índice de audiencia de 4,8 puntos y al 12 mucho más: 28,9 puntos, que sumados significaban 33,7 puntos. Dado que la suma de los puntos logrados en una plaza equivalen al 100% del público, la emisora universitaria se quedó con apenas el 14,25% del público y el 12 con el 85,75%.
Fue la salida al aire del 8 la que rompió el hábito presuntamente inmodificable. El fuerte estímulo que significó la aparición de un nuevo canal fue tan intenso que impulsó a los televidentes a mover los sintonizadores acicateados por la curiosidad de ver cómo era el nuevo canal. Entonces no solo descubrieron al flamante canal. Los fanes del 12 descubrieron no solo al 8 sino también al 10, y muchos se quedaron en uno u otro o se acostumbraron a visitarlos con asiduidad y así nació un fenómeno que se haría rutina en el comportamiento de la audiencia: el zapeo. Canal 8 fue el gran motivador de la introducción del ejercicio del zapeo en Córdoba.
Desde el principio la programación de Canal 8 fue tarea asumida por Alberto Juan Aguirre, su gerente general. Intelectual proveniente de la radio, culto, casi un exquisito, defensor de un criterio estético quizás excesivo para un medio masivo. No obstante, cabe reconocerle el mérito de haberle impreso a la programación del nuevo canal y a su puesta en pantalla un estilo cuidado al detalle. Actuó en plena coincidencia con Rubén Rodríguez, -también con largo oficio en radio, quien además había figurado entre los hacedores de Canal 10- que desde su cargo de Jefe de Operaciones ponía en práctica idénticas aspiraciones de buen nivel artístico.
Las estrecheses económicas de la etapa inicial en algún punto le jugaron a favor a Canal 8. Por razones de costos, la grilla diaria se estructuró con muchas horas de cine, rubro menos costoso en comparación con otros; además por el poco volumen de publicidad comercial las películas se emitían sin cortes. Por oposición a las tandas publicitarias interminables que en los otros dos canales eran ya de rigor, esto funcionó como un importante factor de atracción para el público, que supo apreciar la propuesta: buen cine, y para mejor, sin publicidad.

#### La intervención judicial
Entre los integrantes del grupo societario que integraba Dicor (Gustavo Gómez Molina, Dante Julio Yadarola, Enrique Martínez Paz, Rodolfo Laje Weskamp, Carlos Yadarola, Adelina Strada, Fernando Strada, Raúl Rodríguez Álvarez, Víctor Pérez y José M. Bonadeo y los herederos de los que fallecieron en el trayecto, Dante Yadarola y Rodolfo Laje Weskamp) surgieron desinteligencias insalvables que terminaron en los tribunales. El resultado fue la intervención judicial de la empresa y la designación del Ct. Juan Carlos Maldonado como Interventor Judicial, sucedido poco tiempo después del Dr. Carlos Berardo.
En 1976 cesa la intervención judicial y se integra el primer directorio estatutario de la sociedad: Juan Carlos Yadarola (Presidente), Oscar Laje Weskamp (vicepresidente) y como vocales Luis R. Laje Poviña, Susana Yadarola de Roca, Adelina Strada y Víctor Pérez.
Las limitaciones económicas, carencias de equipamiento, dotación mínima de personal, presupuesto reducido para la adquisición de programas y otras cuestriones, determinaron que Canal 8 se mantuviera durante largos años acotado a la transmisión mínima de 6 horas que le imponían las reglamentaciones oficiales. Así, cuando iniciaba su transmisión diaria se enfrentaba a la barrera del "efecto arrastre" sobre el público, ya atrapado por algún programa de los otros canales que desde la mañana o el mediodía estaban en el aire. Era duro para el 8 remontar esa cuesta y esto se reflejaba en los índices de audiencia y consecuentemente en los ingresos publicitarios.
No obstante, en algunos momentos puntuales —antes de su eclosión asentada desde 1990 en la programación de Telefe, obtenida en condiciones de exclusividad para Córdoba— escaló a topes de audiencias importantes con verdaderos hallazgos de programas exitosos.

#### Programas en la primera etapa
En los primeros tiempos, producciones porteñas como La Tuerca, Polémica en el Bar, Telecómicos, Operación Jajá, El teatro de Darío Víttori (continuación del clásico Teatro como en el Teatro) lograban excelentes índices de audiencia.
Lo mismo ocurría con creaciones de otros géneros, igualmente producidas en Buenos Aires: Cosa Juzgada, Argentinísima, Tiempo Nuevo y muchas más. También daban lustre -aunque no tanto rating- miniseries españolas con nombres de fuste como Cañas y Barro o Los Gozos y las Sombras y otras adaptaciones de obras mayores de la novelística hispana en tre las cuales se contaba la de un talentoso coprovincianio (de Santa Fe) que de la Comedia Cordobesa saltó sin escalas al teatro y la TV de España: Raúl Fraire.
Después del año 1985 arribaron otras miniseries españolas más modernas (Media naranja, Platos rotos, Proceso a Mariana Pineda...) a las que se agregaron otras de diversos orígenes: Wagner, En nombre de todos los míos (en inglés For those I loved), Mis Dos Universos (en inglés Out On A Limb) con Shirley MacLaine, Historia del Crimen (en inglés Crime Story, etc.
Después de la estatización de los canales porteños 9, 11 y 13 en 1974 tras su retorno a manos privadas, en Buenos Aires creció en cantidad de horas y calidad la realización de programas con actores y conductores en vivo y abarcando todos los géneros. Era el nacimiento de un lento, pero persistente reemplazo de los productos envasados extranjeros, entre ellos las películas y las series, sustituidas por los que salían de los estudios de las productoras capitalinas.
Con largometrajes de todos los géneros se fueron estructurando ciclos cuyos nombres reconocidos: Hollywood en Castellano, Platea Preferencial, Cine de Superacción, Sábados a la Noche Cine, Supercine 8. Las limitadas disponibilidades de recursos impedían la compra de filmes estreno de peso extraordinario y en este campo era difícil la competencia en el horario nocturno con el 12, cubierto por los imbatibles El Mundo del Espectáculo y Viaje a lo Inesperado, presentados por Juan Adrián Ratti.
No obstante, el 8 supo manejar con efectividad una estrategia de programación eficaz en la ecuación costo/beneficio, a lo cual mucho aportó el hecho de haber creado la figura de su propia presentadora de películas, Jorgelina Lagos; avalada por su reconocida actuación en radio -en especial en LV3- llegó a ser para el público la imagen del cine en Canal 8.
Sería recién después de los '90 cuando al contar con los programas de Telefe que la noche del 8 comenzó a subir sus índices de audiencia, aunque sin llegar nunca a superar de modo terminante y definitivo las películas nocturnas de Canal 12. La situación se mantuvo hasta que en todo el territorio argentino (entre otras razones por la expansión del cable) fue decreciendo el espacio dedicado al cine.

#### Noticieros, y programas locales
Canal 8 nunca tuvo en sus miras la producción intensiva de programas, cosa que en diversos momentos sí pretendieron el 10 y el 12; no disponía de estudios ni equipos ni presupuestos equiparables a los de sus colegas (las dificultades económicas fueron cosa de todos los días hasta la década de 1990) y probablemente el título más recordado de la primera época fue Ochodeportes, conducido y dirigido por Héctor Acosta con el auxilio de su hermano Diego.
Más de un periodista deportivo hizo allí sus primeras armas en TV: Raúl Barceló, Juan Carlos Lopresti, Miguel Clariá, Elio Rossi, Rubén Torri.
Diferentes intentos hubo de producir noticieros, inclusive con métodos poco ortodoxos, tal como sucedió por ejemplo con un experimento matutino, mezcla imposible de radio y TV inevitablemente destinado al fracaso: en la imagen, solo textos escritos con un generador de caracteres; y en el audio, lecturas de noticias desde cabina. El público no se interesó.
Hasta la llegada de las transmisiones satelitales las conexiones por cable coaxil desde la Capital Federal solo eran posibles por dos vías de enlace para ese trayecto, desde Capital hasta Córdoba; no había retorno de Córdoba a la Capital. En ese contexto no había cabida para lo que el interior quería dar a conocer a los porteños.
Si en Córdoba había 3 canales abiertos, resultó obvio que uno de ellos quedaría afuera de circuito para recibir en un mismo horario noticieros nacionales, sea para re-transmitirlos en simultáneo o para fragmentarios e insterar las notas más interesantes desde el punto de vista local en sus propios programas informativos.
Para su desgracia, a Canal 8 le tocó durante años carecer de vía de enlace en forma regular para recibir noticieros nacionales y por ello, debido a la gran apetencia del público por la información, su esquema programativo quedaba desbalanceado.
A principio de la década de 1990 y apelando a un complicado esquema contractual con empresas de la Capital Federal vinculadas a las transmisiones satelitales de las carreras de caballos que se televisaban por cable a las empresas del negocio del turf de todo el país, Canal 8 pudo acceder a un también complicado mecanismo de recepción que le posibilita emitir en directo y simultáneo noticieros nacionales (Nuevediario, por ejemplo) y diversos programas que exigían simultaneidad: Tiempo Nuevo, Hola Susana, Almorzando con Mirtha Legrand.
Años más tarde y ya sistematizados los enlaces vía satélite, en 1994 y por primera vez el Canal organizó un departamento informativo integral -dirigió la tarea el retornado Rubén Rodríguez- y creó Teleocho noticias (hoy Telefe Noticias). Todos los canales cordobeses -el 8,10 y 12- fueron priorizando la fórmula de utilizar parcialmente los informativos porteños tomando de ellos las notas principales de origen nacional e internacional para integrarlas a las ediciones locales.

#### Traslado
El acuerdo con Canal 12 que permitía a Canal 8 utilizar la torre del primero llegó a su fin y para colocar los paneles irradiantes de su transmisor Canal 8 erigió en su predio una torre de 200 m. de altura, la más alta por entonces entre la de los tres canales abiertos de la ciudad. Fue un paso importante. Y también el comienzo de otro problema.
Al trasladar Canal 8 su antena a un lugar casi opuesto al anterior, topó con la inevitable resistencia al cambio por parte de los televidentes que debían -para adecuar sus receptores a la nueva situación- incorporar una segunda o tercera antena domiciliaria, con el costo adicional del caso.
Sería en 1991 que Canal 8 superaría totalmente sus dificultades en esta metería con la adquisición y puesta en servicio de un transmisor canadiense de última generación y de 30 kW de potencia irradiada "al pie de antena", como se dice en la jerga de la televisión. Era una enorme potencia. Mientras tanto y con mucho esfuerzo el Canal había ido ampliando su área de cobertura con 19 estaciones repetidoras que cubrían con mayor o menor calidad la casi totalidad de la superficie de la provincia y hasta algunas zonas marginales de provincias vecinas.

#### Al borde de la quiebra
En 1983/1984 Canal 8 llegó a soportar una crisis casi terminal. Sin embargo una esperanzadora posibilidad de incorporación de capitales trajo un respiro, pequeño, pero suficiente para esquivar una debacle que podía haber sido terminal.
Un grupo de allegados al entonces Gobernador de Córdoba, Eduardo César Angeloz, entre los cuales había algunos ministros, funcionarios y amigos políticos, intentó la compra de la mayoría del paquete accionario. Pero la inexperiencia en el manejo empresario específico de la televisión y la publicidad, sumados a complicaciones en la determinación de las cifras requeridas para cerrar el negocio, no permitió dicho intento.
Meses después Jorge Smith fue designado gerente general de Canal 8. Este radical de toda la vida lucía en su currículum haber sido el primer gerente general de Canal 12, luego titular de una empresa de representación para Córdoba de medios nacionales y de otras provincias y más tarde presidente de los S.R.T.
La gestión de Smith consiguió ordenar y profesionalizar en grado más que razonable el manejo y funcionamiento del Canal. Mejoraron algo las ventas, se resolvieron algunos problemas menores del equipamiento esencial y el 8 volvió a tener presencia frente al público, los publicitarios y los anunciantes. En síntesis: de estar al borde de la quiebra, pasó a ser una empresa en la cual se podía, al menos, pensar en invertir.

#### Telefe
Desde los orígenes de Difusión Córdoba S.A. (Dicor) el nombre de Pedro Simoncini estuvo ligado al Canal. Por entonces era accionista principal y Presidente de Canal 5 de Rosario; accionista importante y también presidente de Canal 11 de Buenos Aires; era dueño principal de Teleinterior S.A., empresa distribuidora de programas del 11 y representante de medios del interior en el mercado nacional, de la cual Canal 8 era cliente; esa vinculación se extendía también a lo societario.
En el momento más angustioso de la crisis de 1984 Simoncini ingresó a Teledifusores del interior (varios de ellos integrantes de Asociación Productora Argentina A.P.A.) y entre varios compraron la mayoría de Dicor-Canal 8; Juan Carlos Yadarola continuó como accionista y presidente.
Fue el inicio de un nuevo y fundamental período en la vida del 8.
La caducidad de las licencias de los canales 9, 11 y 13 de la Capital Federal, perfeccionada en junio de 1975, se da tras un decreto del superfugaz Presidente provisorio de la Nación Raúl Lastriri (yerno del creador de las 3 A, José López Rega). Por ley se resuelve la expropiación de esas tres televisoras y otras del interior y su pase a la jurisdicción del Poder Ejecutivo Nacional. Hasta se llegó a la confiscación de productoras privadas anexas, pero ajenas a las empresas licenciatarias de las frecuencias cuya operatividad dependía legalmente de esas licencias que era facultad del Estado otorgar en determinadas condiciones..

"El primer Presidente constitucional posterior, Raúl Alfonsín, no quiso o no pudo reacomodar la situación por carriles institucionales normales, acordes con las disposciones legales. Quien lo hizo fue su sucesor, Carlos Menem. A partir de 1990 los tres canales capitalinos volvieron a manos privadas."
Eduardo Gesumaría, Apunes de la historia de la radio y televisión de Córdoba, Imprenta Universidad Blas Pascal, 2008, p. 174.

En el ínterin hubo quienes se preparaban anticipando la previsible licitación para la regulación de las licencias. Entre ellos varios permisionarios vinculados a Teleinterior y a Simoncini. Compatibilizar ideas e intereses y crearon una empresa, Asociación Productora Argentina (A.P.A.), que comenzó funcionando como distribuidora, comprando programación para las estaciones del grupo y produciendo luego algunos programas.
A.P.A. produjo al mismo tiempo un noticiero federal que solo tomaban los integrantes de la sociedad. Armado con material nacional que la propia Asociación generaba y con noticias del resto del país que le suministraban los canales provinciales asociados, tenía como destinatarios a esas mismas televisoras asociadas a A.P.A. Se llamó Telenoticias y sirvió de entrenamiento para venideras producciones que se encararían en conjunto. La corresponsalía periodística en el interior para alimentar un noticiero nacional sería una de ellas. Fue la base de lo que se implementó más adelante, para el futuro Telefe Noticias de Canal 11.

"En realidad A.P.A. no era un proyecto creado para durar. Era un ejercicio experimental con objetivos más ambisiosos que la mera producción y distribución de programas. Apuntaba a consolidar un ánimo societario entre empresarios de la actividad televisiva, básicamente del interior, y a crear condiciones para posicionarse ante inminentes licitaciones. La integraban canales de Rosario, Santa Fe, Bahía Blanca, Mendoza, Mar del Plata, Neuquén, Comodoro Rivadavia, Salta y algún otro. Y allí estaba también Canal 8 de Córdoba, con sus nuevos dueños."
Eduardo Gesumaría, Apunes de la historia de la radio y televisión de Córdoba, Imprenta Universidad Blas Pascal, 2008, p. 175.

A.P.A. arrendó un transponder (transmisor-receptor) de un satélite de comunicaciones para enviar por esa vía a sus socios de todo el país Telenoticias y algunos programas que demandaban emisión en vivo y en directo (Hola Susana, Tiempo Nuevo, competencias deportivas como las carreras de Fórmula 1 y grandes eventos boxísticos, eventos especiales como la entrega de los Premios Oscar, etc). Fue mediante esta favorable circunstancia que a Canal 8 le cupo el mérito de ser el primero en instrumentar transmisiones regulares para Córdoba.
Sobre estas bases los socios de A.P.A. (que tras algunas deserciones se había convertido en Televisoras Provinciales S.A.) cimentaron una envidiable posición y con otros socios resultaron luego ganadoresen la licitación por la licencia de Canal 11 de Buenos Aires, cuya razón social pasó a llamarse Telefe S.A. En pocos años la nueva empresa batió récords de audiencia marcando el ritmo con la televisión argentina durante más de 10 años.

## Reforma de la Ley de Radiodifusión
El Consejo Deliberante de Córdoba adhirió a la iniciativa ciudadana por una nueva Ley de Radiodifusión, acordando que -entre otros puntos- «el derecho a la comunicación debería ser la condición de derecho humano fundamental y, del mismo modo la radiodifusión una forma de ejercicio de ese derecho y no un simple negocio comercial» y que «si unos pocos controlan la información no es posible la democracia».
Además se destaca que:

Las repetidoras y cadenas deben ser una excepción a la regla de modo tal de priorizar el pluralismo y la producción propia y local, salvo para las emisoras estatales de servicio público o la emisión de acontecimientos de carácter excepcional.

Existen tres tipos de prestadores de servicios de radiodifusión: públicos, comerciales y comunitarios de organizaciones de la Sociedad Civil sin fines de lucro. Quedará prohibido todo tipo de discriminación o cercenamiento a causa de la naturaleza jurídica de la organización propietaria, en cuanto a potencia, cantidad de frecuencias disponibles o limitaciones a los contenidos. Todos los servicios de radiodifusión podrán contratar publicidad en igualdad.

Como reforma de la Ley de Radiodifusión, reconociendo que las frecuencias radioeléctricas son patrimonio de la comunidad y que «nadie debe apropiarse de las frecuencias», se propuso que las mismas deben ser administradas por el Estado, asegurando el acceso y participación de todos los sectores de la sociedad a la titularidad y gestión de los servicios de radiodifusión.
En nuestro país, las razones para cambiar la regulación del espectro radiofónico no encontraron eco sino hasta los últimos meses de agosto de 2008; se comprobaron manipulaciones informativas operadas por grandes medios de comunicación durante el "conflicto con el campo".[cita requerida] En ese momento, cuando ellos funcionaron como eficaces maquinarias para la producción de simbolizaciones e interpretaciones de alcance masivo, la cuestión exhibió su importancia en la lucha por la transformación del statu quo.